# Императорски скорпион
Императорският скорпион (Pandinus imperator) е един от най-големите скорпиони в света.

## Описание
Възрастен индивид достига средно до около 15 – 20 cm на дължина и тегло до 30 грама. Рекордът се държи от Heterometrus swammerdami, достигащ до 28 cm на дължина и тегло около 56 грама. Императорските скорпиони са черни със зелени или кафяви оттенъци и имат впечатляващи щипки. Въпреки тъмния им цвят, когато биват изложени на ултравиолетова светлина те светят в синьо-зелено.

## Разпространение и местообитание
Императорските скорпиони произхождат от Западна Африка и живеят в топла и влажна среда. Активни са нощем, а денем се крият между корените на дърветата във влажните джунгли. Срещат се най-вече в Бенин, Кот д'Ивоар, Гана, Гвинея, Либерия, Нигерия и Того.

## Размножаване
Женските скорпиони са по-едри от мъжките. Те имат по-широко тяло и по-големи щипки. Бременността им продължава от 8 месеца до повече от година. Както при повечето други скорпиони женската ражда малките живи (около 10 – 25 на брой), след което им помага да се покачат на гърба ѝ, където ги носи около месец докато сменят първата си кожа. Това се повтаря 5 – 6 пъти до края на живота им, който обикновено варира от 5 до 8 години.

## Хранене
Възрастните скорпиони се хранят сами с живи щурци, скакалци и хлебарки, а малките се хранят с хванати от майка им насекоми.

## Още
За разлика от повечето си роднини този вид скорпиони не са особено опасни. Тяхното жило може да се сравни с това на пчела и ужилването е болезнено, но обикновено не се налага медицинска намеса. Отровата на императорския скорпион съдържа токсин наречен императоксин.